# Filippo Baldi
Filippo Baldi (* 10. Januar 1996 in Vigevano) ist ein italienischer Tennisspieler.

## Karriere
Filippo Baldi begann mit 9 Jahren Tennis zu spielen. Bereits auf der ITF Junior Tour machte er auf sich aufmerksam. Er erreichte 2013 bei den Australian Open sowie 2014 in Wimbledon jeweils das Halbfinale. 2014 stand er bei den US Open im Doppel ebenfalls unter den besten Vier. 2012 gewann Baldi mit Gianluigi Quinzi den Junior Davis Cup gegen Australien – zum ersten Mal überhaupt für Italien. Anfang 2013 erreichte er mit Rang 5 der Junior-Weltrangliste sein bestes Ranking als Junior.
Bei den Profis spielte er 2013 erstmals regelmäßig Turniere der drittklassigen ITF Future Tour und konnte in diesem Jahr in Einzel und Doppel in den Top 1000 der Weltrangliste abschließen. Sein erstes Match auf der höherdotierten ATP Challenger Tour gewann er 2014 gegen Dennis Novak in Mailand, nachdem er dort eine Wildcard von der Turnierleitung bekommen hatte. Bis Ende 2016 schaffte der Italiener nicht sich entscheidend in der Weltrangliste zu verbessern und stagnierte im Einzel und Doppel zwischen Platz 800 und 500, obgleich er im Doppel sieben Futures gewann.
2017 schaffte er schließlich einen kleinen Durchbruch. Im Einzel gelangen ihm in Tunesien seine ersten zwei Future-Titel sowie der Einzug ins Halbfinale beim Challenger in Andria. Im Doppel zog er ins Endspiel des Challengers in Mailand ein, sodass er Ende des Jahres im Einzel die Top 400 und im Doppel die Top 300 knackte. Dank seines verbesserten Rankings konnte Baldi 2018 regelmäßiger bei Challengers antreten und überstand dort oftmals die erste Runde. Im Doppel triumphierte er in Todi an der Seite von Andrea Pellegrino erstmals bei einem Challenger. Kurioserweise musste die Paarung vor dem Finalsieg im Match-Tie-Break gegen Pedro Martínez und Mark Vervoort nur ein weiteres Match spielen, da zweimal der Gegner vor der Begegnung zurückzog. Das Highlight seiner bisherigen Karriere erreichte er aber im Mai, als er nach Siegen in der Qualifikation des Masters von Rom gegen die Top-100-Spieler Márton Fucsovics und Guillermo García López ins Hauptfeld einzog und damit die Premiere auf der ATP World Tour feierte. Dort unterlag er in drei Sätzen dem Georgier Nikolos Bassilaschwili. Im Oktober gewann er in Ismaning seinen ersten Einzeltitel auf der Challenger Tour. Durch diesen Erfolg erreichte er mit dem 176. Rang seine beste Einzelplatzierung, im Doppel befindet er sich mit dem 240. Rang innerhalb der Top 300.

## Erfolge
| Legende (Anzahl der Siege)  |
| Grand Slam                  |
| ATP World Tour Finals       |
| ATP World Tour Masters 1000 |
| ATP World Tour 500          |
| ATP World Tour 250          |
| ATP Challenger Tour (2)     |

### Einzel

#### Turniersiege
| Nr. | Datum            | Turnier  | Belag       | Finalgegner   | Ergebnis |
| --- | ---------------- | -------- | ----------- | ------------- | -------- |
| 1.  | 21. Oktober 2018 | Ismaning | Teppich (i) | Gleb Sakharov | 6:4, 6:4 |

### Doppel

#### Turniersiege
| Nr. | Datum         | Turnier | Belag | Partner           | Finalgegner                  | Ergebnis         |
| --- | ------------- | ------- | ----- | ----------------- | ---------------------------- | ---------------- |
| 1.  | 24. Juni 2018 | Todi    | Sand  | Andrea Pellegrino | Pedro Martínez Mark Vervoort | 4:6, 6:3, [10:5] |